# Gruzijska mitologija
Gruzijska mitologija (gruz.: ქართული მითოლოგია, transliterirano: kartuli mitologia) odnosi se na mitologiju pretkršćanskih Gruzina (Kartvelijaca), (gruz. ქართველები, kartvelebi), autohtone gruzijske etničke skupine Južnog Kavkaza. Mnogi znanstvenici smatraju da se mitologija naroda Kartvelijaca pojavljuje s osnivanjem kraljevstava Diauhi, Kolhida i Iberija. Proto-Kartvelijci (koji bi se mogli poistovjetiti s Muškijima) potječu iz antičke Anadolije, gdje bi njihove vjerske ideje došle u kontakt s idejama Hatija, Hetita, Hurita, Urartua i Armenaca.
Kasniji utjecaji uključuju mitologiju starih Grka, Vajnahsku mitologiju i mitologiju Iranaca, a potonja obuhvaća oba sustava vjerovanja sjevernoiranskih nomadskih Skita i Sarmata, još uvijek donekle sačuvanih u mitologiji njihovih potomaka Oseta, te zoroastrijsku religiju drevnog perzijskog carstva, koje je ostavilo trajno nasljeđe među narodima Kavkaza. (Vidi također Iranske religije).
Gruzijski mitovi i legende čuvaju se uglavnom kao popularne priče, mnoge od njih na kraju su se stopile s kršćanskim legendama nakon pokrštavanja Gruzije prije sedamnaest stoljeća. Međutim, evangelizacija Gruzije bila je daleko od jednolike. Dok je nizinsko stanovništvo prihvatilo kršćanstvo u petom stoljeću, gorštaci planinskih dolina Velikog Kavkaza preobraćeni su desetak stoljeća kasnije - i to samo površno. Razumljivo je da je kršćanstvo imalo negativnu ulogu u opstanku poganskih vjerovanja i običaja na gruzijskim nizinskim područjima, pa je mitološko jedinstvo Gruzijaca u osnovi samo folklorno.
S druge strane, planinski Gruzijci sačuvali su bogat i dobro organiziran (poganski) religijski sustav do početka 20. stoljeća, s različitim kultovima koji su nastavili biti produktivni, uglavnom zahvaljujući ustrajnosti svećeničke klase koja je to znanje prenosila usmenom predajom.

## Mit o stvaranju kod naroda Hevsuri i Pšavi
U početku su postojali samo Morige Ghmerti i njegova sestra. Učinila ga je nesretnim, pa ju je prokleo. Postala je demon. Za sva dobra koja je stvorio Morige Ghmerti, demon je stvorio zlu suprotstavljenu stvar. Demon je stvorio i ženu, kao i manje demone (დევი, devi), dok je muškarca i manje bogove stvorio Morige Ghmerti. Manji su se bogovi umorili u svojoj neprestanoj borbi s demonima i pobjegli u gornji svijet Zeskneliju, ostavljajući za sobom ljude. Međutim, muškarcima je nedostajala snaga da se odupru demonima, pa su manji bogovi (ღვთის შვილნი, ghvtis shvilni) lovili demone i tjerali ih u podzemni svijet Kvesknelija. Demoni su iza sebe ostavili žene koje su poput njih bile dio stvorenog zla.
Muškarci i žene su stoga samo emanacije ili zamjena za bogove odozgo, odnosno demone odozdo. Isti princip vrijedi za sve stvorene stvari: entiteti i tvari svemira podijeljeni su u dva suprotstavljena tabora, jedan divlji i demonski, drugi druželjubiv i božanski. Jedini entiteti ili tvari koji su uistinu stvarni oni su iz gornjeg svijeta Zesknelija i donjeg svijeta Kvesknelija. Srednji svijet koji naseljavaju ljudi, prema tome je samo mjesto prolaska, posredovanja i susreta, a bića koja ga nastanjuju nemaju u sebi bitak, nego su samo emanacije božanskog ili podzemnog svijeta.
Ovaj planinski gruzijski mit o stvaranju u određenoj mjeri podsjeća na Zoroastrijance, jer uključuje zloduhovo narušavanje stvaralaštva dobroćudnog stvoritelja. Međutim, radikalno se razlikuje po tome što pripisuje spol načelima dobra i zla, a još je prepoznatljiviji u svojem pogledu na iskonski nebeski sklad blizanskih stvaralačkih principa kao bratsko-sestrinskog para, sa svim pripadajućim nedaćama.

## Kozmologija
U pretkršćanskoj gruzijskoj mitologiji svemir se doživljava kao sfera. Sadrži tri svijeta ili razine, poznate kao skneli (სკნელი):
- Zeskneli (ზესკნელი) - najviši svijet i dom bogova. Bijelo je boja Zesknelija.
- Zemlja - srednji svijet, dom smrtnika. Njegovo središte podijeljeno je na dva područja, prednju (tsina samkaro, წინა სამყარო; ili tsinaskneli, წინასკნელი) i stražnju (ukana samkaro, უკანა სამყარო; ili ukana skneli, უკანასკნელი); - izvan kojih su zemaljska područja podijeljena sa sedam ili devet planina (ili mora), koje junak može prijeći samo ako se prvo podvrgne duhovnoj preobrazbi (poznatoj kao gardatsvaleba (გარდაცვალება) - što je ujedno i riječ za "smrt") i tražeći pomoć čarobnih životinja, kao što su Paskundži, Raši i druge. Crvena je boja ovoga svijeta.
- Kveskneli (ქვესკნელი) - najniži svijet ili podzemlje, u kojem žive ogri, zmije i demoni. Crna je boja Kvesknelija.

Ta su tri svijeta povezana svjetskim stablom koje raste na rubu svemira. To je zajednička tema u mitologijama mnogih drugih kultura (Yggdrasil, Égig érő fa,  Iroko). Iza njih i svemira nalazi se Gareskneli (გარესკნელი), "svijet zaborava", beskrajna praznina tame i vječnosti.
Postoje i dva vodena i dva vatrena tijela (svaki 'element' ima i podzemni i nebeski oblik) s jedinstvenim utjecajima na ljudski život. Mjesec (koji se smatra bratom) i sunce (smatra se sestrom) redovito prelaze ta dva carstva, ali u suprotnim smjerovima.
Nakon kristijanizacije, Zeskneli se povezuje s Nebom, Kveskneli s Paklom, a duhovna putovanja između tih svjetova povezana su samo sa smrću, isključujući starije, šamanskije koncepcije onostranog putovanja.

## Šamanske prakse
Planinski gruzijski ekvivalent šamana je Kadagi, osoba (bilo kojeg spola) koja je trajno opsjednuta jednom od klase manjih (lokalnih, specijaliziranih) božanstava poznatih najčešće pod imenom Hat'i (= 'znak'), ali i onima Džuara (='križ') i Saghmta (='božanstvo'). Do 19. stoljeća Hat'ija je bilo nekoliko stotina, a riječ Hat'i mogla je označiti, ne samo božanstvo te razine, nego i njegovu manifestaciju (poput slike, predmeta ili stvarne ili izmišljene životinje) i mjesto (hram/svetište) gdje se štovalo. Kadag bi ušao u trans, kako na vjerskim ritualima, tako i na događajima važnim u individualnom ili kolektivnom životu, a njegov ili njezin nastanjeni Hat'i proricao bi budućnost na posebnom tajnom ili svetom 'jeziku Hat'i'.
Druga vrsta prakse šamanskog tipa, isključivo ženskog spola, bio je Mesultane - riječ koja potječe od gruzijskog suli 'duša'. Mesultane - obično žena, iako ponekad mlada djevojčica od devet godina - bila je žena koja je posjedovala "sposobnost posjećivanja onoga u duhu". U određenim vremenima te bi se žene uronile u "letargiju slomljenu mrmljanjem", nakon čega bi se probudile i opisale svoje "putovanje", prenoseći zahtjeve umrlih određenim pojedincima ili široj zajednici. Iz njihove sposobnosti da uđu u ova stanja transa, postigli bi počasti i ugled.

## Popis nadnaravnih bića gruzijske mitologije

### Bogovi
- Adgilis Deda (ადგილის დედა) - božica plodnosti i stoke koju stanovnici planinskih područja sjeveroistočne Gruzije (poput Hevsurata) štuju kao zaštitnicu određenih mjesta i putnika. Prikazana je kao lijepa dama sa srebrnim nakitom. Kasnije je povezana s Djevicom Marijom kad je to područje prešlo na kršćanstvo. Njezino ime znači "Majka mjesta". (Usporedi Genius loci).
- Ainina i Danina (აინინა და დანინა) - par božica koje se spominju u Obraćenju Kartlije i srednjovjekovnim Gruzijskim kronikama.
- Apsat (აფსათი) - muški bog ptica i životinja u svanetskoj mitologiji.[7]
- Armazi (არმაზი) - poglavar bogova; središnji lik službene religije (kavkaske) Iberije (Kartlije) koju je uspostavio kralj Farnavaz (4. stoljeće prije Krista). Prema Životu svete Nino, ogroman kip Armazija - zajedno sa slikama drugih božanstava i hrama u kojem su bili smješteni - uništen je olujom divovskih tuča podignutih molitvama svete Nino. Armazi je također ime drevne tvrđave u blizini Mchete koja potječe iz istog razdoblja. Različita komplementarna područja istraživanja sugeriraju da ishodište ovog božanstva leži u sinkretizmu između koncepcija zoroastrijskog vrhovnog bića Ahura Mazde (armenski: Aramazd) i izvornog gruzijskog vrhovnog lunarnog božanstva (vidi također Tetri Giorgi dolje) - regionalna inačica hetitskog boga mjeseca Arma.[8]
- Barbale (ბარბალე) - božica plodnosti goveda i peradi, sunca, plodnosti žena i iscjeljenja. Njezino je ime slično sumerskom i akadskom epitetu "bibbiru", što znači "sjaj, divota".
- Batonebi (ბატონები) - duhovi bolesti. Njihovo ime znači "majstori". U modernoj uporabi "Batonebi" koristi se kao izraz koji se odnosi na mali skup zaraznih bolesti, koje su česte među djecom (ospice, vodene kozice i nekolicina drugih). Ako je netko zaražen Batonebijem, slijedeći jednu tradiciju, njegova obitelj priprema posebnu hranu i slatkiše, te stavlja poklone ispod drveća kako bi se umirio Batonebi (običaji variraju, ali općenito je da cijela obitelj umiri bolesno dijete).[9]
- Beri-Bera (ბერი ბერა) - zemljoradnički bog plodnosti, žetve i životinja kojeg se štuje u istočnoj Gruziji. Njegov se festival održava krajem godine.[9]
- Boči (ბოჩი) - Mislilo se da je svetac zaštitnik stoke. Prvi zapisi o ovom božanstvu potječu od Eutimija Atonskog. Prema povjesničaru Ivaneu Džavahišviliju, naziv "Boči" povezan je s riječima za "mušku kozu".
- Ckarišdida (წკარიშდიდა) - boginja rijeka, jezera i riba nalik sireni u mingrelskom folkloru. Ona koristi magične moći protiv ljudi.
- Dali (დალი), svanetska 'Dæl' - božica lova. Vjerovalo se da ima izvanrednu ljepotu, dugu zlatnu kosu i blistavu bijelu kožu. Živi visoko u planinama gdje bdije i štiti divlje životinje. Ponekad dijeli životinje s lovcima, sve dok poštuju njezina pravila ne loveći više od potrebne količine ili ciljajući životinje koje su njezina uobličenja. U nekim će mitovima stupiti u seksualnu vezu s lovcem, upozoravajući ga da ne otkriva njihovu vezu kako ih ne bi sustigla sudbina smrti okamenjenjem (usporedi Meduzu) zajedno sa svojim psima. Očokoči (ოჭოკოჩი) je toliko zaljubljen u nju da stalno pokušava imati spolni odnos s njom, ali smrtni lovci koji posjećuju njezine šume često osujećuju njegove pokušaje da je uhvate. Majka je junaka Amirana. U Megreliji je nazvana "Tkashi-Mapa", kraljica šume.[10]
- Gaci i Gaim (გაცი და გაიმი) - bogovi u službenom iberijskom panteonu prema srednjovjekovnim analima.
- Ghmerti (ღმერთი) - vrhovno božanstvo i glava panteona bogova. On je svemoćni Gospodar Svemira i njegov Stvoritelj. Živi na devetom nebu, gdje vlada sa zlatnog prijestolja. Njegova djeca uključuju mjesec (kao sina), sunce (kao kćer) i Ghvtisa Švilnija koji štite ljude od zla. Također mu se obraćaju kao Morige Ghmerti (მორიგე ღმერთი, "Bog ravnatelj") i Dambadebeli (დამბადებელი, "Stvoritelj"). Njegovo se ime kasnije koristi za označavanje Boga Oca u kršćanskom vjerovanju.[9]
- Kamar (ყამარი) kći boga neba. Ona je simbol božanske vatre. Njeza ljepota natjerala je Amirana da je otme s neba.[9]
- Lamaria, također Lamara (ლამარია) - božica plodnosti, stoke i ognjišta
- Mamber (მამბერი) - Gospodar vukova, kojeg su štovali u Svanetiji i drugim planinskim područjima.[9]
- Mičpa (მიჭპა) - bog zaštitnik stoke i ostalih domaćih životinja kojeg su štovali u Svanetiji zimi.[9]
- Mindort-brdzanebeli (მინდორთ ბრძანებელი) - božica cvijeća. Ona je kći boga Mindort-batonija. Leprša iznad biljaka, hraneći se njihovim peludom.
- Očopintre (ოჩოპინტრე) - duh šume i zaštitnik divljih životinja. Prvi dio njegovog imena (očo, ოჭო) povezan je s drevnim poganskim bogom Boči, drugi dio (pintre, პინტრე) s grčkim bogom Panom. Rođen s nogama i rogovima jarca, pomaže božici Dali u čuvanju životinja. Lovci su se obično žrtvovali u njegovo ime jer nitko nije mogao loviti životinje bez njegove pomoći. Vjerovalo se da je sudbina osobe koja ulazi u njegovu šumu u potpunosti u njegovim rukama.[9]
- Samdzimari (სამძიმარი) - božica plodnosti i proročanstava rođena kao demon, zavodnica muškaraca.[11]
- Tamar (თამარი) - božica koja je zarobila Jutarnju zvijezdu i kontrolirala vrijeme; bila nazvana "oko zemlje" i jahala zmiju.
- Tetri Giorgi (თეთრი გიორგი, "Bijeli Juraj"), oblik svetog Jurja štovan u Kahetiji, različito identificiran kao odraz drevnog lunarnog boga i kao odraz drevnog boga oluje / vremena (Kopala).
- Tevdore (თევდორე) - bog poljoprivrede i konja. Nakon kristijanizacije povezan sa svetim Teodorom. U feudalno doba organiziran je posebni festival Tedoroba kako bi ga počastili i osigurali obilnu žetvu.[9]
- Zaden (ზადენი) - bog plodnosti kojega je u službeni panteon dodao Farnavaz I. Vjerovalo se da je moćan poput Armazija. Farnadžom ga je u službeni panteon dodao u drugom stoljeću prije Krista, a njegov je kip dao postaviti na tvrđavi u blizini planine Zedazeni, blizu Mchete. Govorilo se da je njegov kip uništen s kipovima drugih bogova molitvama svete Nino. Njegovo je štovanje nakon kristijanizacije opalo.[9]

### Polubogovi, junaci i zapaženi ljudi
- Amiran (ამირანი) - mitski junak i titan, sin Dalija. Ekvivalent grčkom Prometeju.[9]
- Iakhsar (იახსარი) - mitski junak koji je Kopaliju pomagao u njegovim pustolovinama ubiti demone i čudovišta, a obožavan je i štovan kao popularno božanstvo.[12]
- Ghvtis Švilni (ღვთის შვილნი, Djeca Božja ili Djeca Gmertija) - skupina polubogova koji su štitili ljude, osiguravali dobre usjeve i mliječnost.[9]
- Kopala (კოპალა) - mitski junak, moćni ratnik i ubojica demona - također bog munje.[13] Jedino on ima moć pobijediti najtvrdokornije demone, za koje se vjeruje da ugrabe čovjekovu dušu i izazovu ludilo, i na taj način liječi one koji su poludjeli. Poštuju ga stanovnici planinskih područja Hevsureti i Pšavi.
- Kviria (კვირია) - junak i sin bogova koji je služio kao posrednik između Ghmertija i čovječanstva. Zazivaju ga kao zaštitnika ljudskog društva i oruđe božanske pravde. U nekim područjima Gruzije, također se vjerovalo da je božanstvo plodnosti i žetve, dok je u planinama zapadne Gruzije štovan kao vrhovno božanstvo. Njemu u čast slavio se festival Kviracholovba (კვირაცხოვლობა),[9] kao i drugi erotski i orgijski kultovi i festivali, poput Berikobe i Murkvamobe, koji su se do nedavno redovito slavili među Pšavima, Hevsurima, Svanima i drugim planinskim gruzijskim plemenima.[3]
- Naciliani (ნაწილიანი) - ljudi koji su od bogova dobili čarobne darove ili božanske znakove (ნაწილი, nats'ili). Njihovi se znakovi obično nalaze na lopaticama i sjaje čarobnom svjetlošću osnažujući njihove nositelje. Ovi se znakovi moraju držati skrivenima, jer će njihovi nositelji izgubiti moć ako ih otkriju.[9] Određene znakove mogu davati samo njihovi bogovi.

### Duhovi, stvorenja i druga bića
- Ali (ალი) - vrsta demona sličnog Lilit koji opsjeda trudnice, starije osobe i novorođenčad koja slučajno nalete na zabačene šume, špilje i ruševine. Ali može biti muško ili žensko, žene su poznate kao alkali; muški Ali obično se pojavljuje kao čudovište, dok se ženski Ali može prebacivati između primamljive ljepote i ružnoće.[9] Njihovo ime može biti povezano s riječju "plamen" (ალი). Ovo se natprirodno biće javlja ne samo u folkloru Kavkaza, nego i u narodnim vjerovanjima Irana, Srednje Azije i Mongolije, a koncepcije o njegovom izgledu možda proizlaze iz narodnih sjećanja na kriptide.
- Devi (დევი) - ogri s mnogo glava čije se glave mogu obnavljati, ako je neka od njih odsječena (usporedi s Hidrom). Ti zlonamjerni divovi žive u podzemlju ili u udaljenim planinama, gdje čuvaju riznice i drže svoje zarobljenike. U gruzijskoj mitologiji žive u obitelji koja se obično sastoji od devetero braće. Bakbak-Devi (ბაყბაყ-დევი) bio je najjači i najmoćniji od devija. Da bi ih pobijedili, junaci bi ih nadmudrili raznim trikovima i igrama.[9] Njihovo je ime povezano s imenom daeva iz zoroastrijske i perzijske mitologije, a izvedeno je iz praindoeuropskog *deiu̯ó 'bog'.
- Dobilni (prijevod: 'one koje su postale sestre'; დობილნი) - duhovi koji šire bolest, pojavljuju se obično u obliku žena, djece ili životinja. Kule Dobilni (დობილთ კოშკი, dobilt k'oshk'i) izgrađene su u hevsurskim svetištima kako bi ih zadržale na uvali. Neki su Dobilni dobronamjerni, poput princeze Samdzimar (სამძიმარი) u legendi o Hevsuretiju, koja se zaziva za lakši porod, rađanje zdrave djece i općenito zdravlje žena. Dobronamjerni Dobilni također su se pozivali u određenim svetištima radi blagoslova stoke i radi zaštite putnika.[9]
- Gvelešapi (გველეშაპი, u drevnim izvorima გველ-ვეშაპი - Zmijski kit) - zla zmija[9] koja je vladala i živjela u jezerima, rijekama i izvorima vode (usporedi Nāga). U folkloru su ih povezivali s katastrofama povezanim s vodom, a junaci su se borili protiv njih.
- Kadži (ქაჯი) - rasa duhova koja se često prikazuje kao magični demonski kovači (usporedi s Ivaldijevim sinovima). Živjeli su u Kadžeti (ქაჯეთი) i imali su čarobne moći koje su koristili protiv ljudi. Kopneni kadžiji bili su zlonamjerni, dok su riječni i jezerski kadžiji bili prijateljski nastrojeni prema ljudima. Ženski kadžiji bili su lijepi. Zavodile su heroje ili im pomagale u njihovim potragama.[14] Oni se pojavljuju na istaknutom mjestu u "Vephistkaosani" (ვეფხისტყაოსანი) Šote Rustavelija, u kojem Kadži otimaju princezu Nestan-Daredžan i bore se protiv junaka na tvrđavi Kadžeti, iako ih Rustaveli euhemerizira, prikazujući ih ne kao rasu natprirodnih bića, nego kao pleme ljudskih čarobnjaka, čarobnjaka koji izazivaju strahopoštovanje.[15] Kadži se također pojavljuju u Zmijojedu drugog proslavljenog gruzijskog pjesnika, Važe Pšavele, u kojem se pojavljuju kao pripravnici variva od zmijskog mesa koje junaku Mindiji daje okultnu mudrost (usporedi s Bijelom zmijom braće Grimm). Njihovo ime povezano je s armenskom olujom i duhovima vjetra, kajom (armenski: քաջ, k'aǰ; množina: քաջք k'aǰk').
- Kudiani (კუდიანი) - vrsta odvratne grbave vještice, koja ima velike zube i rep, od čega je posljednje ime i izvedeno (kudi, კუდი, "rep"). Kudiani se može maskirati u ljude kako bi ih opčinila. Vođa kudijana Rokap (როკაპი) često ih saziva na posebnu planinu (usporedi Brocken, Łysa Góra, Lysa Hora (Kijev) i Lysa Hora (folklor)) gdje održavaju festival sličan europskoj Valpurginoj noći.[9]
- Matsil (მაცილი) - zli duhovi iz podzemlja koji muče putnike i lovce. Narodne priče odnose se na Kopaline napore da ih porazi.[9]
- Očokoči (ოჩოკოჩი) - šumsko biće u mingrelskom folkloru koje dolazi u sukob s lovcima. Umjesto dlaka na prsima, ima izbočinu u obliku šiljaste kosti ili kamene sjekire, kojom ubija prolaznike grleći ih. Često progoni Tkaši-Mapu, predivnu Kraljicu šume, iz požude, ali njegov prostački nagon isto tako često osujećuju smrtni lovci.
- Paskundži (ფასკუნჯი) - biće nalik feniksu koje pomaže herojima i ljudima. Živi u podzemlju i tamo se bori sa zmijama. Heroji su ga pozvali spaljivanjem jednog od njegovih pera, a on ih je mogao prenijeti na druga mjesta i zaliječiti rane i bolesti. U nekim drugim mitovima, za razliku od njih, paskundži su prikazani neprijateljski raspoloženima prema ljudima i progonili ih.[9]
- Kurša (ყურშა) - legendarni lovački pas povezan s raznim mitološkim likovima, uključujući Dalija i Amiranija.[16]
- Raši (რაში) - čarobni krilati konj (usporedi s Pegazom, Burakom, Tulparom, Čholimaom i Rahšom). Tri su vrste rašija: kopneni rašiji dobro su raspoloženi prema herojima i ljudima i moglu spoznati budućnost; morski raši neprijateljski su raspoloženi, ali ljude mogu odvesti na dno mora, dok se vjerovalo da njihovo mlijeko liječi mnoge bolesti; a nebeski rašiji imaju krila i mogu rigati vatru. Teško ih je pokoriti, ali odani su svojim vlasnicima.[17]
- Rokap (როკაპი) - zli duh, vođa Kudianija (vještica). Ghmerti ga je kaznio tako što ga je okovao lancem pod zemljom, gdje proždire ljudska srca koja su mu donijeli Kudiani. Svake se godine pokušava osloboditi, ali nikad ne uspije.[9]